# Calamar (gastronomía)

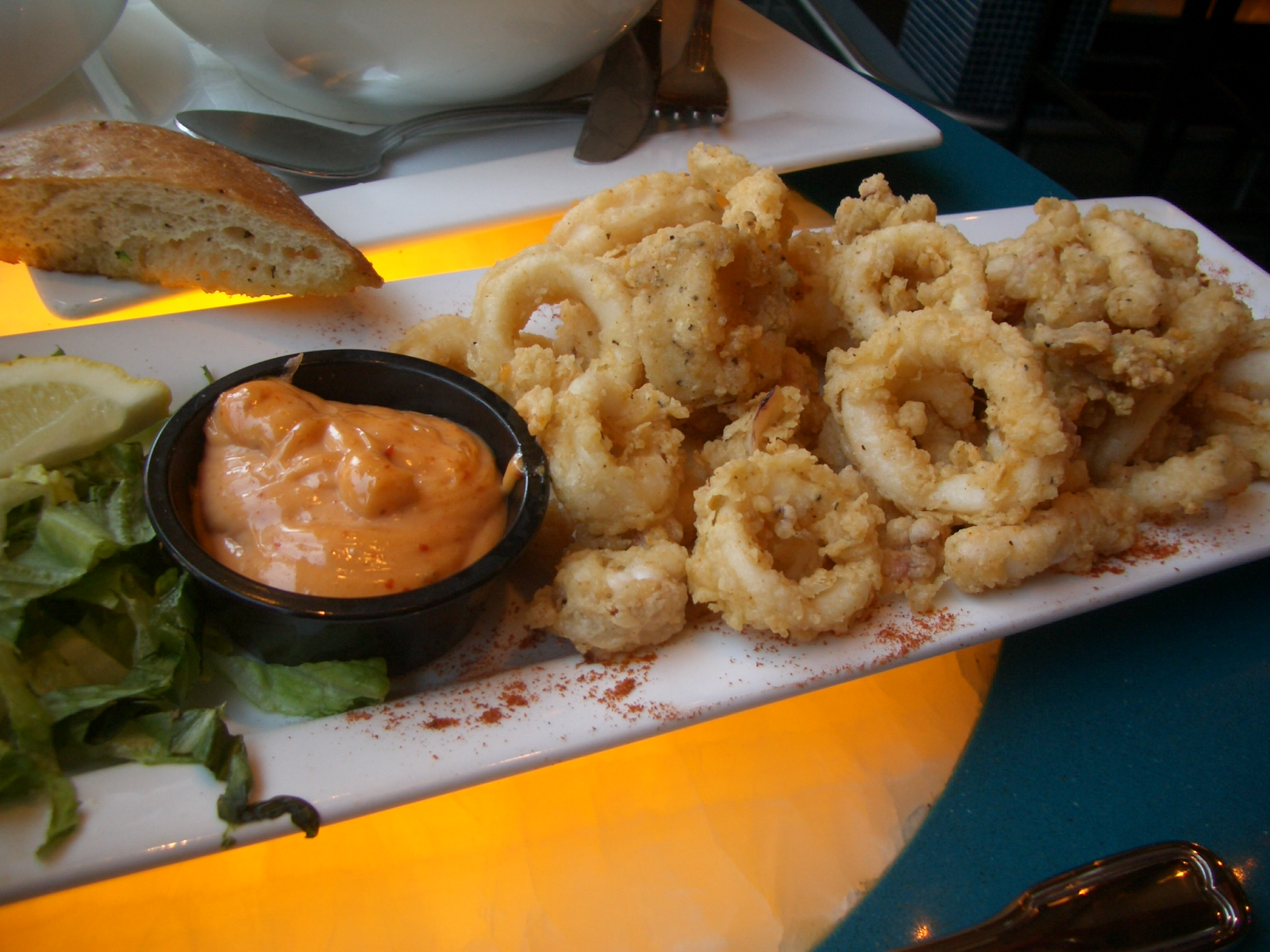
Calamares fritos.

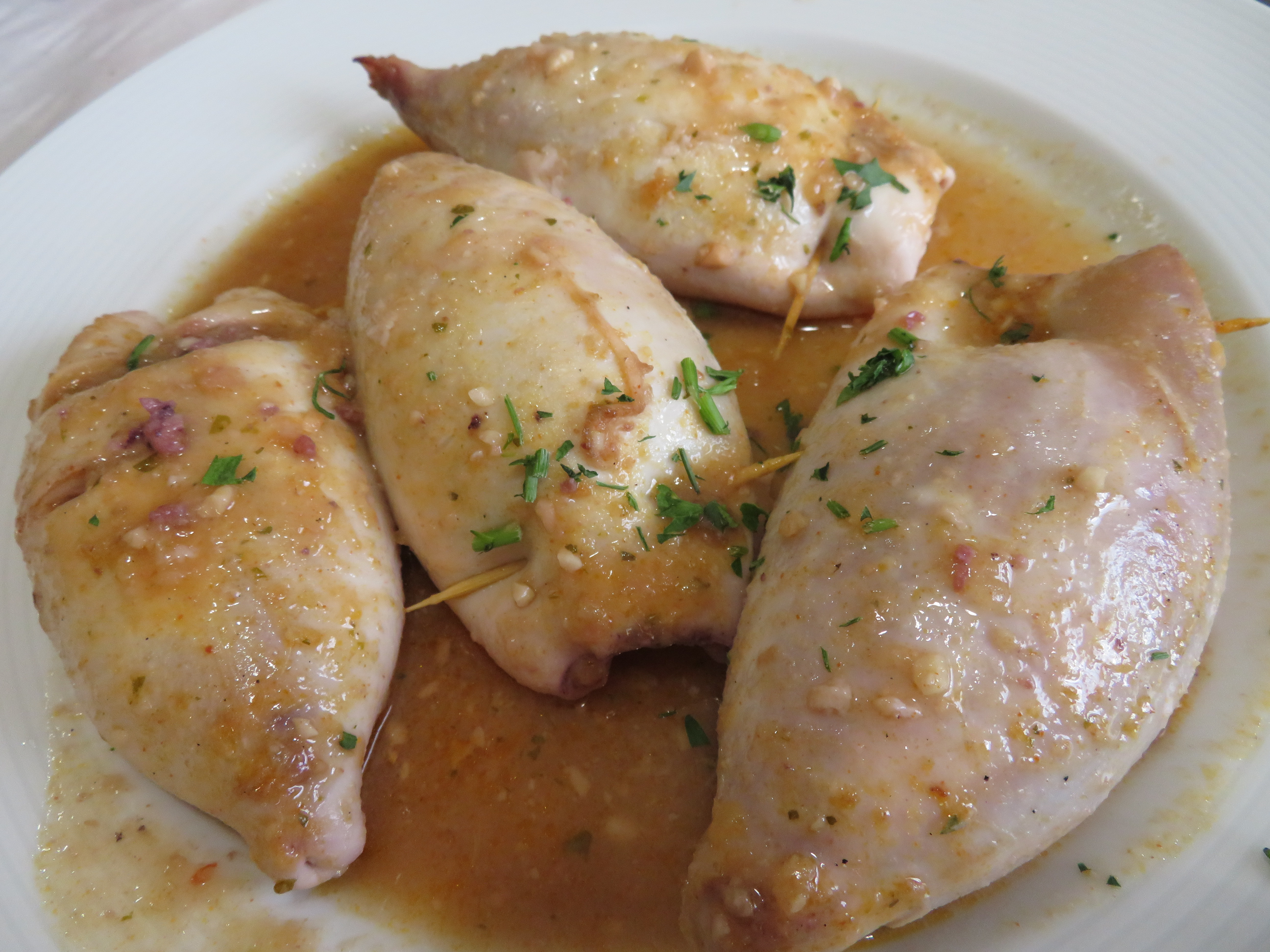
Calamares rellenos.

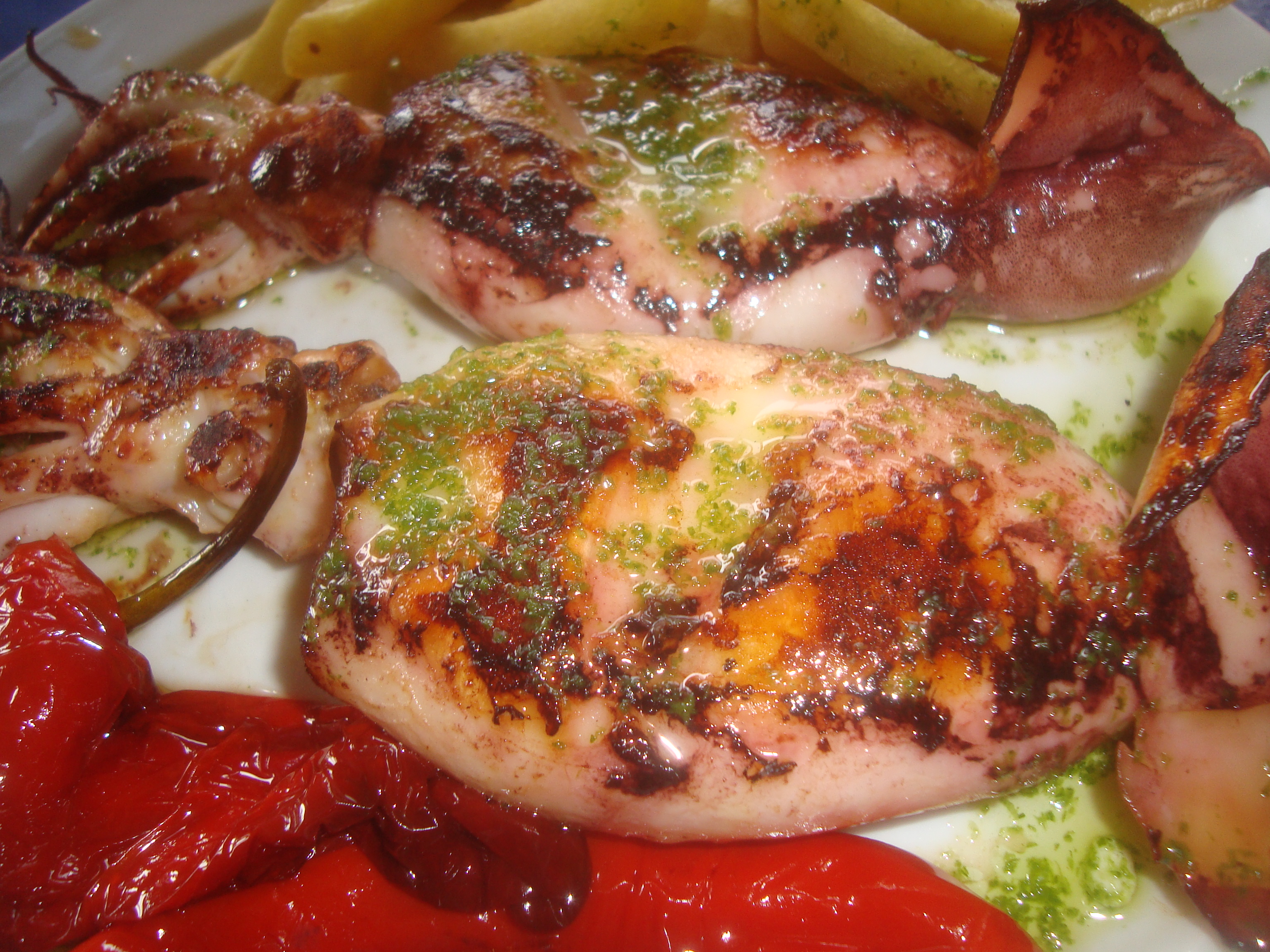
Calamares cocinados a la plancha, España

El calamar es un alimento popular en muchas partes del mundo. El cuerpo (manto) puede rellenarse o cortarse en filetes planos o aros. La forma más frecuente de prepararlo es cortado en aros (o en bastones) y en fritura, siendo también popular a la plancha, relleno y guisado, muchas veces en su propia tinta, que participa como ingrediente en algunas recetas. Las patas, tentáculos y tinta son comestibles. Las únicas partes que no pueden aprovecharse son el pico y el jibión.

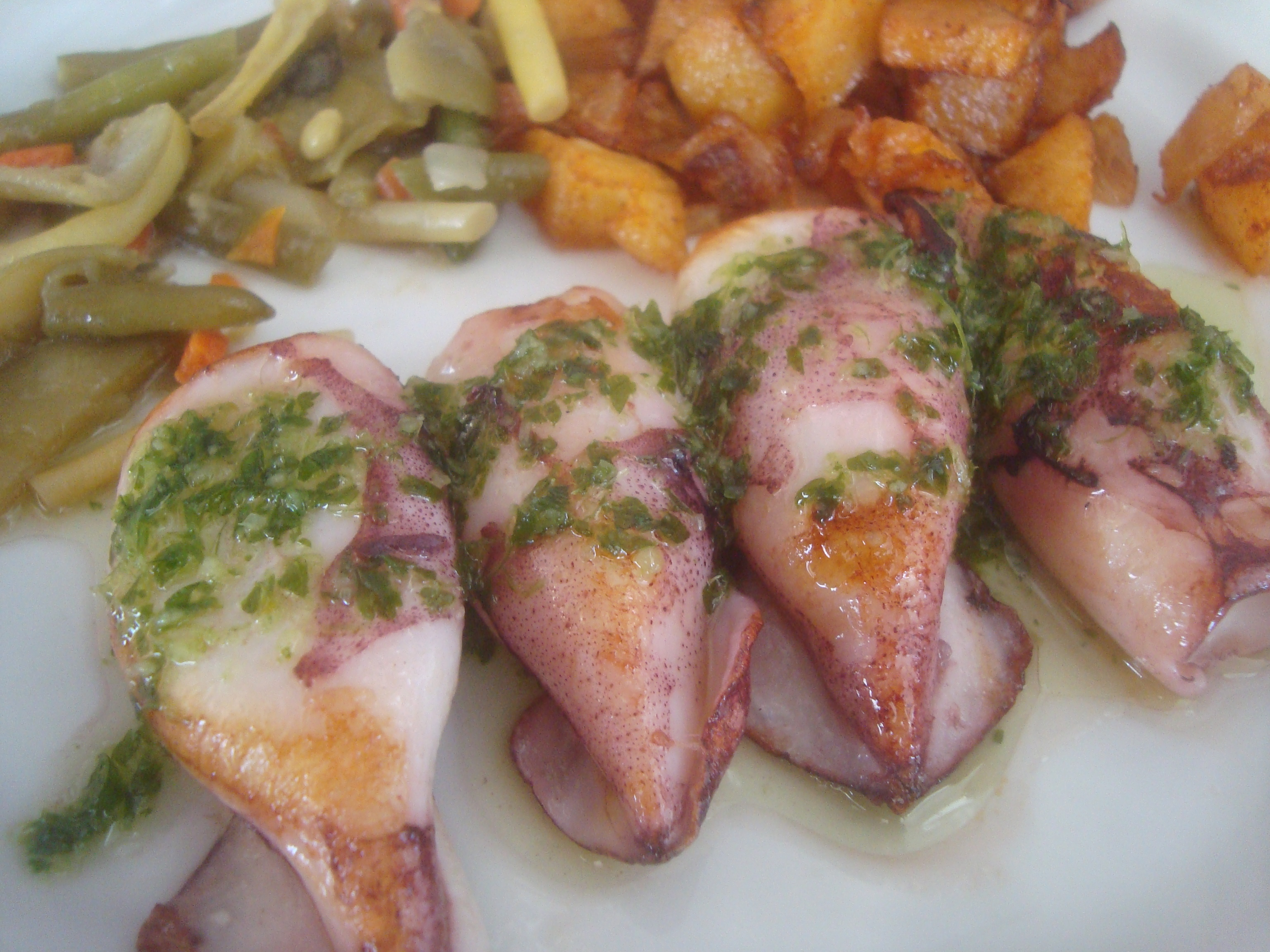
Calamares

## Calamares fritos

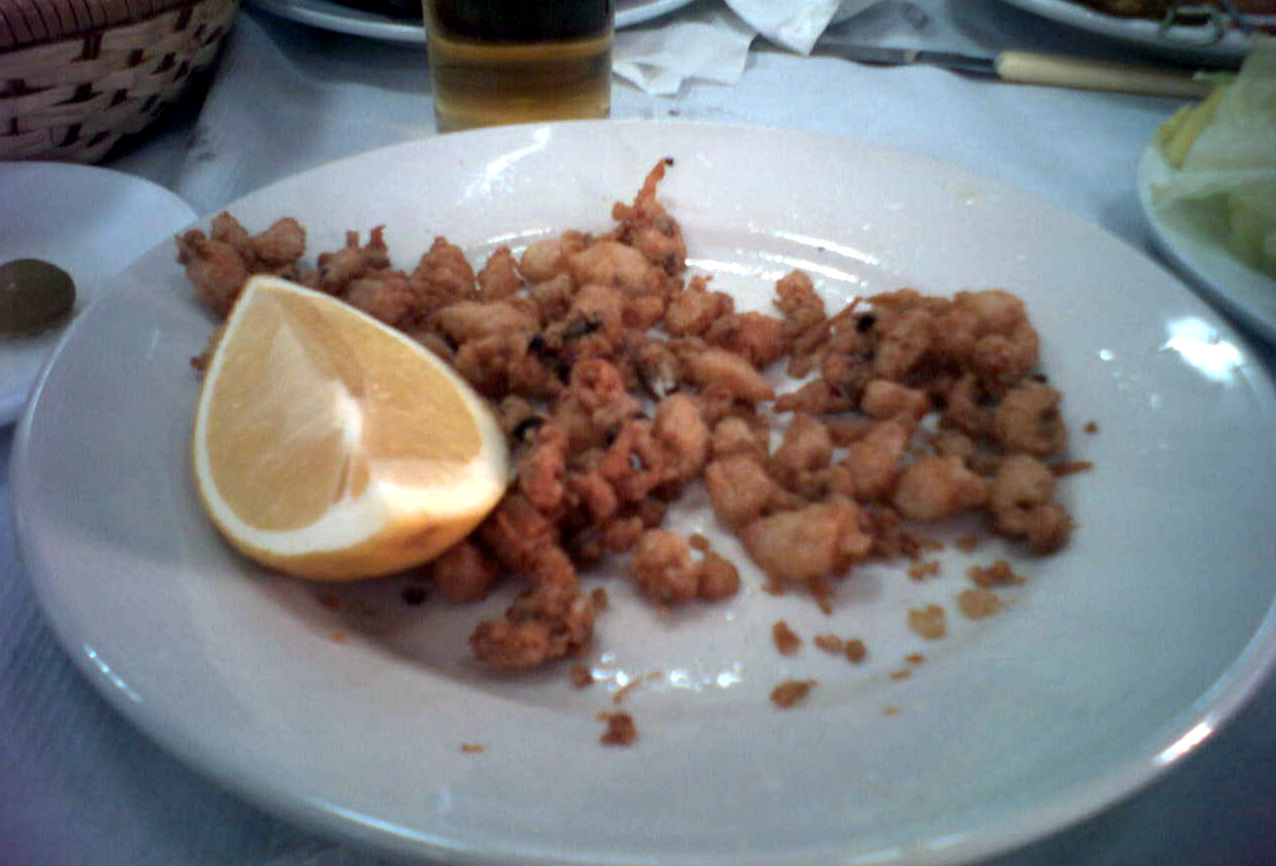
Puntillas, calamares pequeños fritos enteros, una tapa popular de España.

Los calamares fritos son muy populares en los países mediterráneos. Suelen prepararse en rodajas, rebozados y fritos, con frecuencia poco tiempo para evitar que se pongan demasiado duros. Suelen presentarse con sal y limón (como muchos otros mariscos, se acompañan de un trozo de limón para condimentarlo al gusto), o con alguna salsa como mahonesa, alioli, salsa verde o tzatziki. 
En España son frecuentes dos variantes de los calamares fritos: las puntillas (también conocidas como puntillitas o chopitos), que son calamares pequeños rebozados y fritos enteros, y los calamares a la romana, que son anillas de calamar cubiertas de un rebozado mucho más espeso, fritas y servidas con zumo de limón, mahonesa o alioli. El bocadillo de calamares fritos es típico de Madrid.
En Estados Unidos son frecuentes en restaurantes italianos, griegos y turcos, y en restaurantes especializados en marisco. Se suelen servir de aperitivo, acompañados de perejil o espolvoreados con parmesano, y con salsas como la marinera, tártara o cóctel. En México se sirven a menudo con salsa tabasco o chile habanero. 
En Australia los calamares fritos son populares en los establecimientos fish and chips, encontrándose también sucedáneos hechos con pescado blanco.
En la cocina china, los calamares suelen cortarse en tacos, salpimentarse y rebozarse. Se sirven con una salsa picante de chile.

## Otras recetas

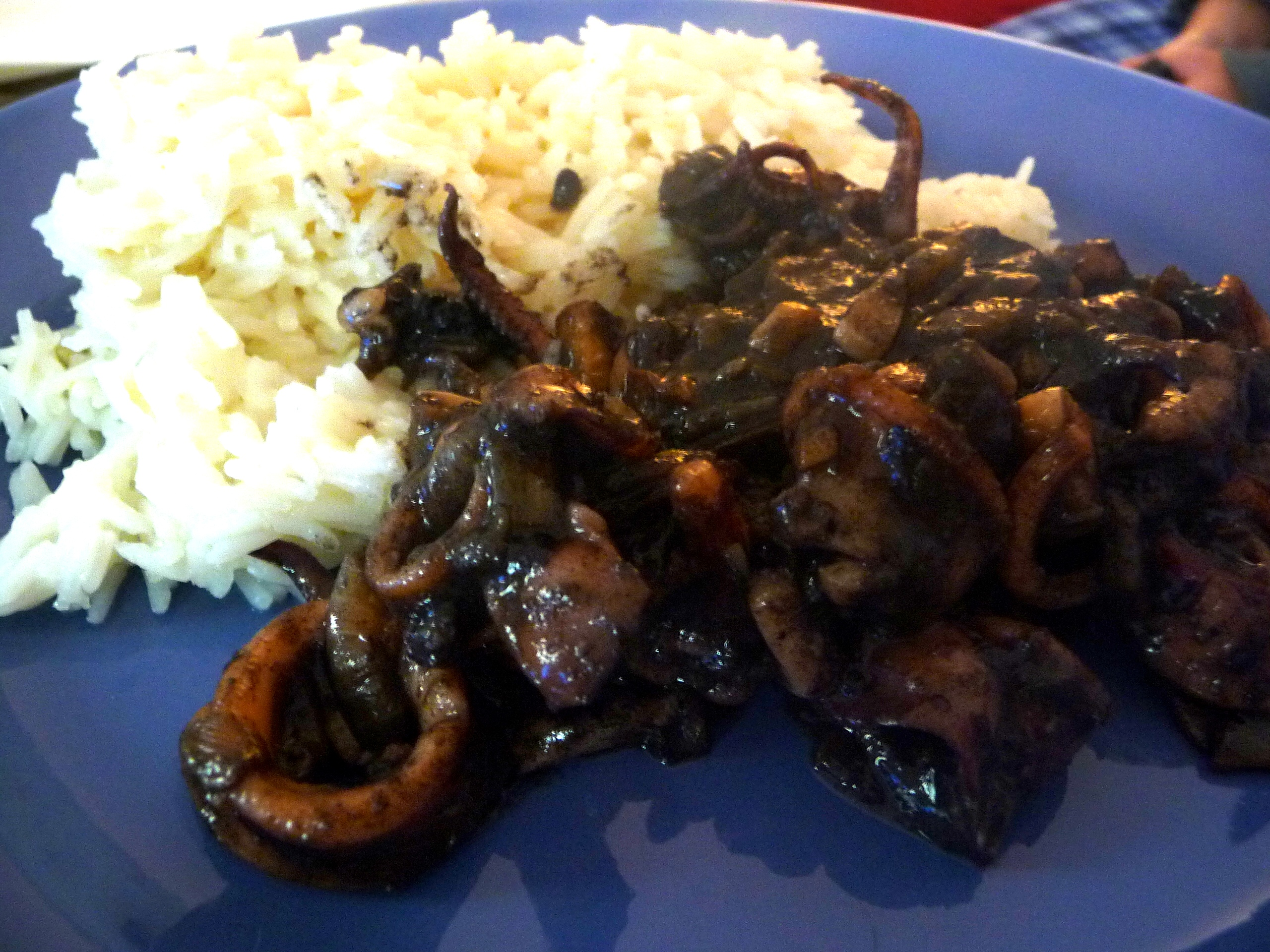
Calamares en su tinta con arroz blanco.

- En el Mediterráneo la tinta de calamar se usa en muchas recetas: paellas, risottos, sopas y pastas. Es habitual incluirlo en guisos de marisco. En España también son populares los calamares en su tinta, guisados hasta que quedan muy tiernos y acompañados de una salsa muy espesa que suele incluir, además de tinta, cebolla, tomate y otros.
- En Portugal las lulas son populares en el Algarve y se comen con presunto y ensalada.
- En Cerdeña se acompañan con salsa verde (limón, ajo, perejil y aceite de oliva).
- En Chipre, Grecia, Italia, España y Turquía, el calamar se consume, además de frito, guisado a fuego lento, a menudo con verduras, como calabacín o tomate. Al contrario de lo que ocurre al freírla, la carne de calamar se ablanda cuando se cuece a fuego lento mucho tiempo.
- En las Filipinas, el calamar suele cocinarse como adobong pusit, es decir, en salsa de adobo (junto con la tinta), lo que les da un sabor ácido, especialmente cuando se añaden chiles frescos. Además de frito, también se prepara asado a la brasa, cubierto de un marinado de salsa de soja, y relleno con tomate y cebolla. Un calamar relleno más elaborado es el rellenong pusit, que incluye verdura picada fina, grasa de calamar y cerdo picado.
- En Corea suelen tomarse los calamares vivos de una pecera, sacrificándose, limpiándose y cocinándose rápidamente, a veces al vapor o hervido. Este tipo de calamar fresco se llama 산 오징어 (san ojingo), y se sirve con wasabi, salsa de soja, salsa de guindilla o salsa de sésamo. Se sala y envuelve en hojas de lechuga u otra verdura. El calamar seco también puede acompañar a bebida alcohólicas como anju, servido con cacahuetes. También se asa con pasta de guindilla o mahonesa para mojar. El calamar al vapor y cocido se considera una delicia.
- En Croacia los calamares se comen a la parrilla y rellenos con pršut y queso, acompañados de blitva (acelga).
- En China y el sureste asiático el calamar se usa en salteados, arroces y fideos, con frecuencia muy especiados.
- En Asia es popular el calamar asado entero a la parrilla, vendiéndose en puestos callejeros de China, Tailandia, Japón y Taiwán.
- Las tiras de calamar seco preenvasadas son un aperitivo popular en Hong Kong, Taiwán, Japón y Rusia. A menudo se vende en tiras finas debido a su dureza.
- En Rusia se prepara una ensalada con calamar ligeramente cocido en juliana y aros de cebolla acompañados con mahonesa. Otro plato es el calamar relleno con arroz y verdura y luego asado.
- El calamar es común en la elaboración de sushi y sashimi.
- En Japón y Corea, el calamar (normalmente calamar luciérnaga) se usa para preparar shiokara (japonés) o jeotgal (coreano). Se sala abundantemente y se deja fermentar, a menudo con sus vísceras, hasta un mes, guardándose luego en tarros pequeños. Se consume en pequeñas cantidades, debido a su fuerte sabor, como banchan, o como acompañamiento del arroz blanco o las bebidas alcohólicas.
- En la India y Sri Lanka el calamar se come en las regiones costeras, como Tamilnadu (donde a menudo se llama kanava o kadamba) y en Kerala, tanto frito como en gravy.

## Alergias
Se han registrado alergias a los calamares.